# Hermenegildo Anglada Camarasa
Hermenegildo ("Hermen") Anglada Camarasa, född 11 september 1871 i Barcelona, död 17 juli 1959 i Pollença på Mallorca, var en spansk målare. 
Anglada Camarasa studerade först i hemlandet, därefter i Paris för Jean-Paul Laurens och Benjamin Constant och hade sin första framgång på Parissalongen 1899 samt blev sedan mycket uppburen såväl i Paris som i Tyskland och Italien. Han målade dels spanska danserskor, romer, bönder, dels Paristyper och motiv sådana som Nattrestaurang, Trädgårdskonsert och Kadrilj. Georg Nordensvan skriver i Nordisk familjebok: "Hans målningar äro koloristiskt betydande, och den artificiella belysningen öfver dessa skildringar från de nattliga nöjeslokalerna ger anledning till fantastiska och egenartade effekter." Ett prov på Anglada Camarasas konst, Eldflugan, finns i Thielska galleriet. Luxembourgmuseet i Paris äger Opal (flickor till häst). I Paris blev Anglada Camarasa uppburen även som porträttmålare (eleganta damer). Under första världskriget återvände han till Spanien, där han målade typer och motiv från landsbygden och blev kvar återstoden av sitt långa liv.